# Magda Trocmé
Pour les articles homonymes, voir Trocmé et Grilli.
Magda Trocmé (née Grilli di Cortona le 2 novembre 1901 à Florence et morte le 10 octobre 1996 à Poissy), épouse du pasteur André Trocmé, contribue au sauvetage de nombreux Juifs au Chambon-sur-Lignon pendant la Seconde Guerre mondiale. Elle est reconnue Juste parmi les nations.

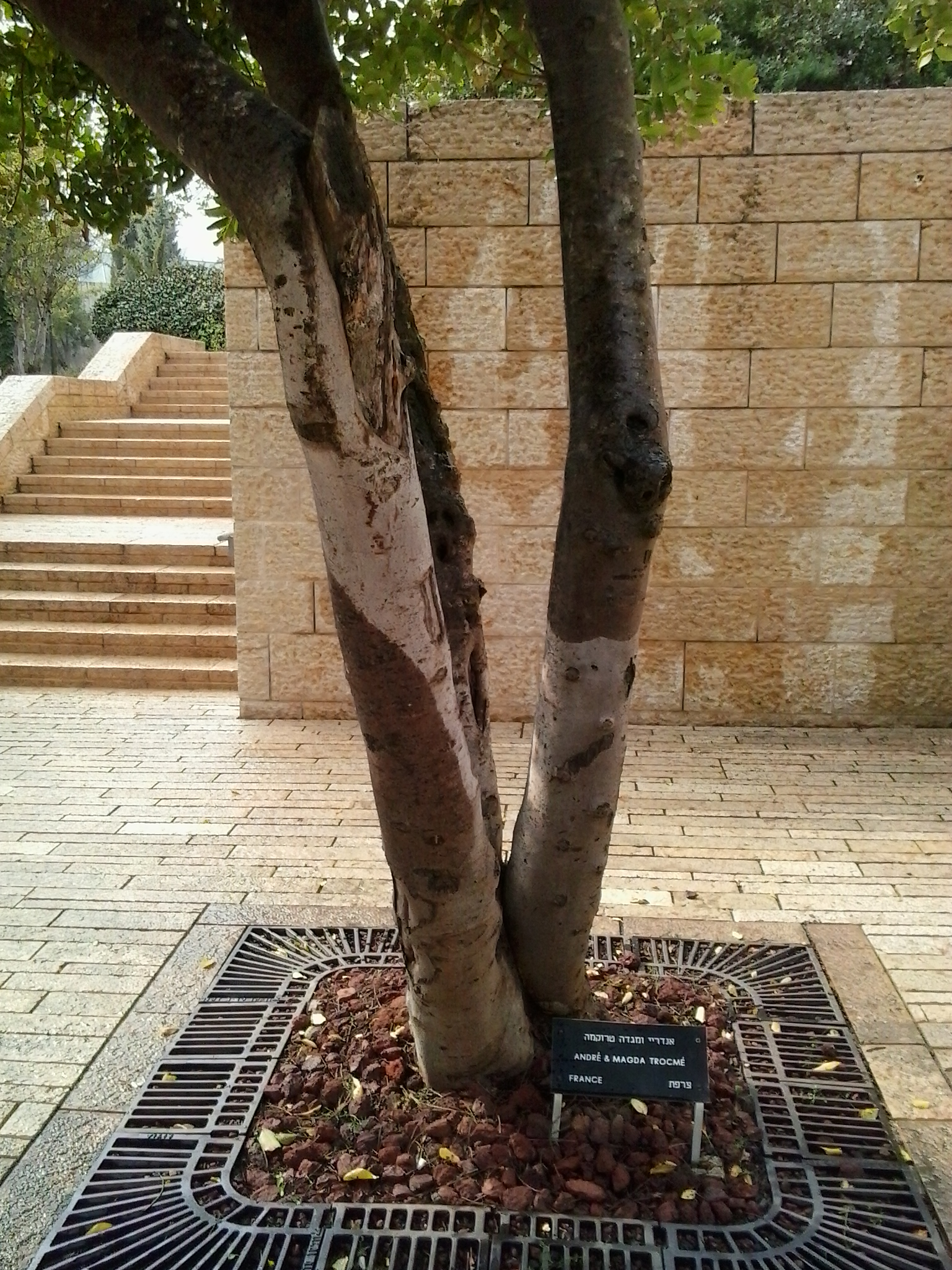
Arbre planté en l'honneur d'André et Magda Trocmé, au Yad Vashem, à Jérusalem.

## Biographie
Magda Larissa Elisa Grilli di Cortona naît le 2 novembre 1901 à Florence en Italie, fille du colonel italien Oscar Grilli di Cortona et d'Elena Wissotzky Poggio, descendante de décembristes russes exilés en Italie. Baptisée dans l'église vaudoise, elle est engagée dans le mouvement de l'Union chrétienne de jeunes filles (UCJF-YMCA) et part en 1925 étudier à la New York School of Social Work. C'est là qu'elle rencontre André Trocmé, étudiant français en théologie, qu'elle épouse en 1926. Ils ont quatre enfants : Nelly (1927-), Jean-Pierre (1930-1944), Jacques (1931-2017) et Daniel (1933-1961).
Elle suit André Trocmé dans ses postes pastoraux : Maubeuge (1927-1928), Sin-le-Noble (1928-1934) puis Le Chambon-sur-Lignon (en 1934).
Avec lui elle fonde le Collège Cévenol au Chambon-sur-Lignon et sauva des milliers d'enfants juifs pendant la Seconde Guerre mondiale. Elle prend particulièrement en charge, avec quelques autres, le choix des familles d'accueil. Elle incite aussi les pensionnats locaux à participer à l'accueil des enfants juifs.
Elle est reconnue Juste parmi les nations le 14 mai 1984.
Elle était membre du Mouvement international de la réconciliation (MIR).
Elle meurt le 10 octobre 1996 à Poissy.

## Œuvres
- Magda et André Trocmé, figures de résistances. Textes choisis et présentés par Pierre Boismorand. Préface de Lucien Lazare, Paris, Les Éditions du Cerf, 2008.
- Magda Trocmé, « Parmi les disciples de Gandhi : journal d'une pacifiste aux Indes (octobre 1949-février 1950) », in Source(s). Arts, Civilisation et Histoire de l'Europe, 2016 - n° 8-9, p. 157-183.
- Magda Trocmé, Souvenirs d'une jeunesse hors normes, Strasbourg, Presses universitaires de Strasbourg, 2017, édit. N. Bourguignat et F. Rognon.
- Magda Trocmé, Souvenirs d'une vie d'engagements, Mémoires édités par Nicolas Bourguinat, Patrick Cabanel et Frédéric Rognon, Strasbourg, Presses Universitaires de Strasbourg, 2021

### Films
- André et Magda Trocmé ont inspiré les personnages de Jean et Martha Fontaine dans le téléfilm La Colline aux mille enfants de Jean-Louis Lorenzi, 118 min, 1994.
- Les armes de l’esprit, documentaire basé sur des documents d’époque, par Pierre Sauvage, DVD 90 min, 1989[4].